# Mochlodon
Mochlodon là một chi khủng long, được Seeley mô tả khoa học năm 1881.